# Шамплейн (езеро)
Шамплейн (на английски: Lake Champlain) (на френски: Lac Champlain) е сладководно, отточно езеро в Съединените щати, на границата между щатите Ню Йорк и Върмонт и малка част в Канада, в провинция Квебек. Площ 1131 km², обем 25,8 km³, максимална дълбочина 122 m, средна – 19 m
Езерото Шамплейн заема котловина с тектонски произход и е разположено на 29 m н.в. Дължината му от север на юг е 180 km, а ширината му варира от 800 m до 19 km. Бреговете му с дължина 945 km са силно разчленени, изпъстрени множество малки заливи и полуострови. В него се намират около 80 острова, предимно в северната му част, като най-големите са Саут Херо и Норт Херо. Водосборният му басейн обхваща площ от 21 326 km². В него се вливат множество предимно малки реки, като най-големите са: от изток – Мисиквои (130 km), Ла Моил (137 km), Уинуски (145 km), Отър Крийк (180 km); от запад – Асъбъл (150 km), Саранак (130 km), Ла Шут (172 km). От северозападния му ъгъл, на канадска територия изтича река Ришельо, десен приток на сейнт Лорънс. На източният му бряг, в щата Върмонт е разположен град Бърлингтън, а на западния, в щата Ню Йорк – град Платсбърг.
Езерото е удобен маршрут през планините Адирондак и Грийн Маунтинс използван във военните кампании по време на Френско-британските войни, както и по време на Войната за независимост. Открито е от Самюел дьо Шамплейн през 1609 г., докато придружава войни от племената алгонкин и монтанаи срещу ирокезите. По време на френското колониално присъствие на езерото са построени две населени места, Форт Сен Фредерик (1725), по-късно известен като Краун Пойнт и Форт Карион (1755), по-късно Форт Тайкондирога. През 1836 г. е построена железница, свързваща Монреал с езерото, което от своя страна е свързано с река Хъдсън чрез плавателен канал и осигурява връзка с Ню Йорк. Днес езерото е популярна дестинация за риболов и каране на лодки.